# جون ستونز
جون ستونز (بالإنجليزية: John Stones)‏ (المولود 28 مايو 1994) لاعب كرة قدم إنجليزي يلعب حالياً مع نادي مانشستر سيتي الإنجليزي و‌المنتخب الإنجليزي في مركز قلب الدفاع.
أنتقل إلى السيتي صيف 2016 في صفقة قياسية من إيفرتون بلغت حوالي 47.5 مليون جنيه أسترليني (حوالي 55.6 مليون يورو) صفقة جعلته يدخل قائمة أغلى لاعبي كرة القدم عبر التاريخ، وجعلته المدافع الأغلى على الإطلاق، وسبق له اللعب مع نادي بارنسلي ولعب مع منتخب إنجلترا لكرة القدم ويبلغ طوله 188 سم. وشارك مع المنتخب الإنجليزي في كأس العالم 2018 بروسيا

## البطولات
مانشستر سيتي
- الدوري الإنجليزي الممتاز: البطل (5): 2017–18، 2018–19، 2020–21، 2021–22، 2022–23.
- كأس رابطة الأندية الإنجليزية المحترفة: البطل (3): 2017–18، 2018–19، 2019–20.
- كأس الاتحاد الإنجليزي: البطل (2): 2018–19، 2022–23.
- درع الاتحاد الإنجليزي: البطل (2): 2018، 2019.
- دوري أبطال أوروبا: البطل (1): 2022–23

## روابط خارجية
- جون ستونز على موقع الاتحاد الدولي (مؤرشف)  (الإنجليزية)
- جون ستونز على موقع الاتحاد الأوربي (الإنجليزية)
- جون ستونز على موقع إي إس بي إن إف سي (الإنجليزية)
- جون ستونز على موقع قاعدة بيانات كرة القدم.إي يو (الإنجليزية)
- جون ستونز على موقع ليكيب (الفرنسية)
- جون ستونز على موقع ناشيونال فوتبول تيمز (الإنجليزية)
- جون ستونز على موقع Soccerbase.com (لاعب) (الإنجليزية)
- جون ستونز على موقع Soccerway.com (الإنجليزية)
- جون ستونز على موقع عالم كرة القدم.نت (الإنجليزية)
- جون ستونز على موقع كووورة